# Flamina
A Flamina latin eredetű női név, a Flaminia rövidülése, jelentése: Flaminus nemzetségből való. A nemzetségnév valószínűleg a pap jelentésű flamen szó származéka.

## Gyakorisága
Az 1990-es években szórványos név, a 2000-es években nem szerepel a 100 leggyakoribb női név között.

## Névnapok
ajánlott névnap
- október 5.[2]